# Shigeichi Nagano
Shigeichi Nagano (長野 重一, Nagano Shigeichi), né le 30 mars 1925 à Ōita (préfecture d'Ōita) et mort le 30 janvier 2019,
, est un photographe et directeur de la photographie japonais.

## Biographie
Né en 1925 dans la ville d'Ōita, Nagano étudie l'économie à l'université Keio (Tokyo). Après avoir obtenu son diplôme, il est engagé dans une société de négoce mais en démissionne bientôt. Il est embauché par Yōnosuke Natori pour Weekly Sun News (週刊サンニュース), Shūkan San Nyūsu) et en 1949 se retrouve chez Iwanami Shoten où, de nouveau auprès de Natori, il réalise les photographies d'environ cinquante des minces volumes d'Iwanami Shashin Bunko. En 1954, il se met à son compte et se concentre sur le travail pour magazines.
Pendant les années 1960, Nagano observe la période de croissance économique intense au Japon, illustrant la vie des salaryman de Tokyo avec un certain humour. Les photographies de cette période ne sont publiés sous forme de livre que beaucoup plus tard, sous les titres Dorīmu eiji et 1960 (en 1978 et 1990 respectivement).
En 1964, Nagano participe à la cinématographie du film Tokyo Olympiades de Kon Ichikawa, puis se tourne vers les films et la télévision, en particulier les publicités télévisées.
Nagano expose des exemples de ses photographies de rue en 1986 et remporte le prix Ina Nobuo. Il a sorti plusieurs livres de ses œuvres depuis lors, lesquels lui ont valu de remporter de nombreux prix. L’œuvre de Nagano fait l'objet d'une importante rétrospective au musée métropolitain de photographie de Tokyo en 2000.

## Albums de Nagano
- (ja) Iwanami Shashin Bunko (岩波写真文庫?). Tokyo : Iwanami. Nagano passe pour avoir réalisé la photographie pour 50 ou 60 de ce vaste ensemble qui comprend :
  - Kamakura (鎌倉?). 1950. Reprint: Tokyo : Iwanami, 1988.  (ISBN 4-00-003549-5). La réimpression nomme Nagano en tant que photographe.
  - Nagasaki (長崎?). 1951.
  - Hiroshima (広島?). 1952.
- (ja) Kogai satsuei jōtatsu 50 no hiketsu (戸外撮影上達50の秘訣?). Tokyo : Genkōsha, 1954.
- (ja) Dokyumentarī shashin (ドキュメンタリー写真?). Gendai Kamera Shinsho 30. Tokyo : Asahi Sonorama, 1977.
- (ja + en) Dorīmu eiji (ドリ-ムエイジ?) / Japan's Dream Age. Sonorama Shashin Sensho 10. Tokyo : Asahi Sonorama, 1978. Nouvelle édition des photographies de Nagano du Japon urbain dans la période de forte croissance.
- (ja) Yoru no byōin (よるのびょういん?). Tokyo : Fukuinkan, 1985.  (ISBN 4-8340-0134-2). Nagano réalise les photographies de ce livre pour enfants, dont le texte est de Shuntarō Tanikawa.
- (ja) Inka teikoku no zanshō: Shinbi to roman to sono matsuei (インカ帝国の残照：神秘とロマンとその末裔?). Tokyo : IBC, 1988.  (ISBN 4-87198-787-6).
- (ja) Tōi shisen: 1980-1989 Tokyo (遠い視線：1980-1989 Tokyo?). Tokyo : IBC, 1989.  (ISBN 4-87198-800-7).
- (ja) 1960: Nagano Shigeichi shashinshū (1960：長野重一写真集?). Tokyo : Heibonsha, 1990.  (ISBN 4-582-27722-5). Photographies en noir et blanc de Nagano prises en 1960 à Berlin et au Japon.
- Taiheiki: Shashin kikō (太平記 写真紀行?). Tokyo : IBC, 1991.(ja)  (ISBN 4-87198-834-1).
- (ja) Nagano Shigeichi sakuhinten: 1960 Berurin Nihon (長野重一作品展: 1960ベルリン・日本?). JCII Photo Salon Library 7. Tokyo : JCII Photo Salon, 1991. Catalogue d'exposition.
- (ja) Tōkyō kōjitsu (東京好日?). Tokyo : Heibonsha, 1995.  (ISBN 4-582-27732-2). Les légendes donnent l'emplacement en japonais| et l'année, avec un essai en japonais|.
- (ja) Jidai no kioku 1945-1995: Nagano Shigeichi shashinshū (時代の記憶1945-1995: 長野重一写真集?). Tokyo : Asahi Shinbunsha, 1995.  (ISBN 4-02-258611-7).
- (ja) Nagano Shigeichi (長野重一?). Nihon no Shashinka. Tokyo : Iwanami, 1999.  (ISBN 4-00-008368-6). Une étude des travaux de Nagano.
- (ja) Kono kuni no kioku: Nagano Shigeichi, shashin no shigoto (この国の記憶：長野重一・写真の仕事?) / A Chronicle of Japan: Nagano Shigeichi: A Life in Photography. Tokyo : Nihon Shashin Kikaku, 2000.  (ISBN 4-930887-28-3). Catalogue d'une exposition organisée au musée métropolitain de photographie de Tokyo, 2000. Les légendes sont en anglais et en japonais, le texte est en japonais uniquement.
- (ja) Tōi shisen (遠い視線?) / Distant Gaze. Tokyo : Wides, 2001.  (ISBN 4-89830-091-X).
- (ja + en) Nagano Shigeichi (長野重一?). Hysteric 14. Tokyo : Hysteric Glamour, 2005.Photographs 1949-59, 2001-2004. Sous-titres en japonais et en anglais.
- (ja) Tōkyō 1950 nendai (東京1950年代?), Tokyo in the 1950s). Tokyo : Iwanami, 2007.  (ISBN 978-4-00-024162-5).(ja) Photographies des rues de Tokyo. Accompagné d'un essai de Saburō Kawamoto.
- (ja) Tōi shisen: Gentō (遠い視線 玄冬?) / Distant Gaze: Dark Blossom of Winter. Tokyo : Sokyu-sha, 2008.
- (ja + en) Honkon tsuioku (香港追憶?) / Hongkong  Reminiscence 1958. Tokyo : Sokyu-sha, 2009. Photographies de Hong Kong prises en 1958. Courts textes en japonais et anglais, légendes en japonais uniquement.
- (ja + en) Magajin wāku 60 nendai (マガジン・ワーク60年代?) / Magazine Work 60s. Tokyo : Life Goes On & Taxi (distrib. Heibonsha), 2009.  (ISBN 978-4-582-27775-3). Travaux publiés (ou destiné à la publication) dans des magazines, 1958-1971. Texte en japonais et en anglais.

## Albums avec des contributions de Nagano
- Hiraki, Osamu et Keiichi Takeuchi. Japon, un autoportrait: Photographies 1945-1964. Paris : Flammarion, 2004.  (ISBN 2-08-011330-5).
  - Japan, a Self-Portrait: Photographs 1945-1964. Paris : Flammarion, 2004.  (ISBN 2-08-030463-1).
  - Nihon no "jigazō", 1945-1964 (日本の「自画像」, 1945-1964?). Tokyo : Iwanami Shoten, 2004.  (ISBN 4-00-008215-9).
  - Nihon no jigazō: Shashin ga egaku sengo, 1945-1964 (日本の自画像 写真が描く戦後, 1945-1964?). Tokyo : Kurevisu, 2009.
- Nihon shashin no tenkan: 1960 nendai no hyōgen (日本写真の転換：1960時代の表現?) / Innovation in Japanese Photography in the 1960s. Tokyo : musée métropolitain de photographie de Tokyo, 1991.  Catalogue d'exposition, texte en japonais et en anglais, p. 90, 97 montre des photographies de la série Dream Age.
- Shashin toshi Tōkyō (写真都市Tokyo?) / Tokyo/City of Photos. Tokyo : musée métropolitain de photographie de Tokyo, 1995. Comme la plupart de catalogues d'expositions japonais, celui-ci ne possède pas d'ISBN. Catalogue d'une exposition organisée au musée métropolitain de photographie de Tokyo en 1995. Légendes et textes en japonais et anglais.
- Tōkyō: Toshi no shisen (東京：都市の視線?) / Tokyo : A city perspective. Tokyo : musée métropolitain de photographie de Tokyo, 1990.  légendes et texte en japonais et anglais.
- Densha ni miru toshi fūkei 1981-2006 (電車にみる都市風景 1981-2006?) / Scenes of Tokyo City: Prospects from the Train 1981-2006. Tama City, Tokyo : Tama City Cultural Foundation Parthenon Tama, 2006. Catalogue d'exposition.  Légendes et textes en japonais et anglais.

## Filmographie partielle

### Comme directeur de la photographie
- 1963 : Elle et lui (彼女と彼, Kanojo to kare?) de Susumu Hani
- 1965 : Tokyo Olympiades (東京オリンピック, Tōkyō Orinpikku?) de Kon Ichikawa
- 1991 : Futari (ふたり?) de Nobuhiko Ōbayashi